# Waldenbuch
Waldenbuch är en stad i Landkreis Böblingen i regionen Stuttgart i Regierungsbezirk Stuttgart i förbundslandet Baden-Württemberg i Tyskland.
Kommunen ingår tillsammans med kommunen Steinenbronn i kommunalförbundet Waldenbuch/Steinenbronn.